# John Hejduk

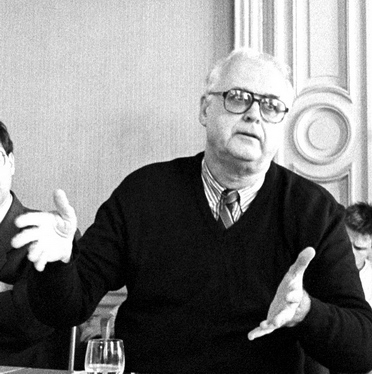
John Hejduk (1991)

John Quentin Hejduk (* 19. Juli 1929 in New York; † 3. Juli 2000 in Riverdale, Bronx) war ein US-amerikanischer Architekt und Mitglied der Architektengruppe New York Five.

## Leben und Werk

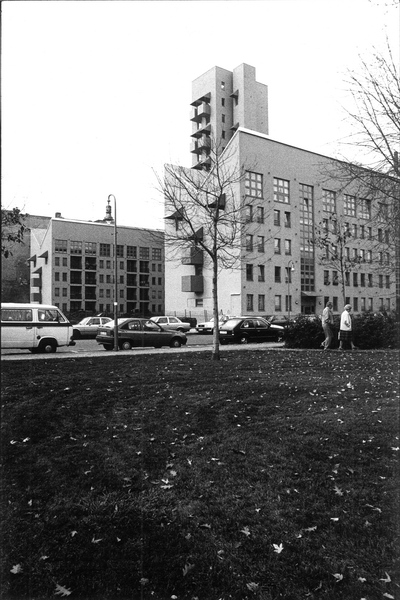
Kreuzberg Tower und die Flügelbauten, 1988

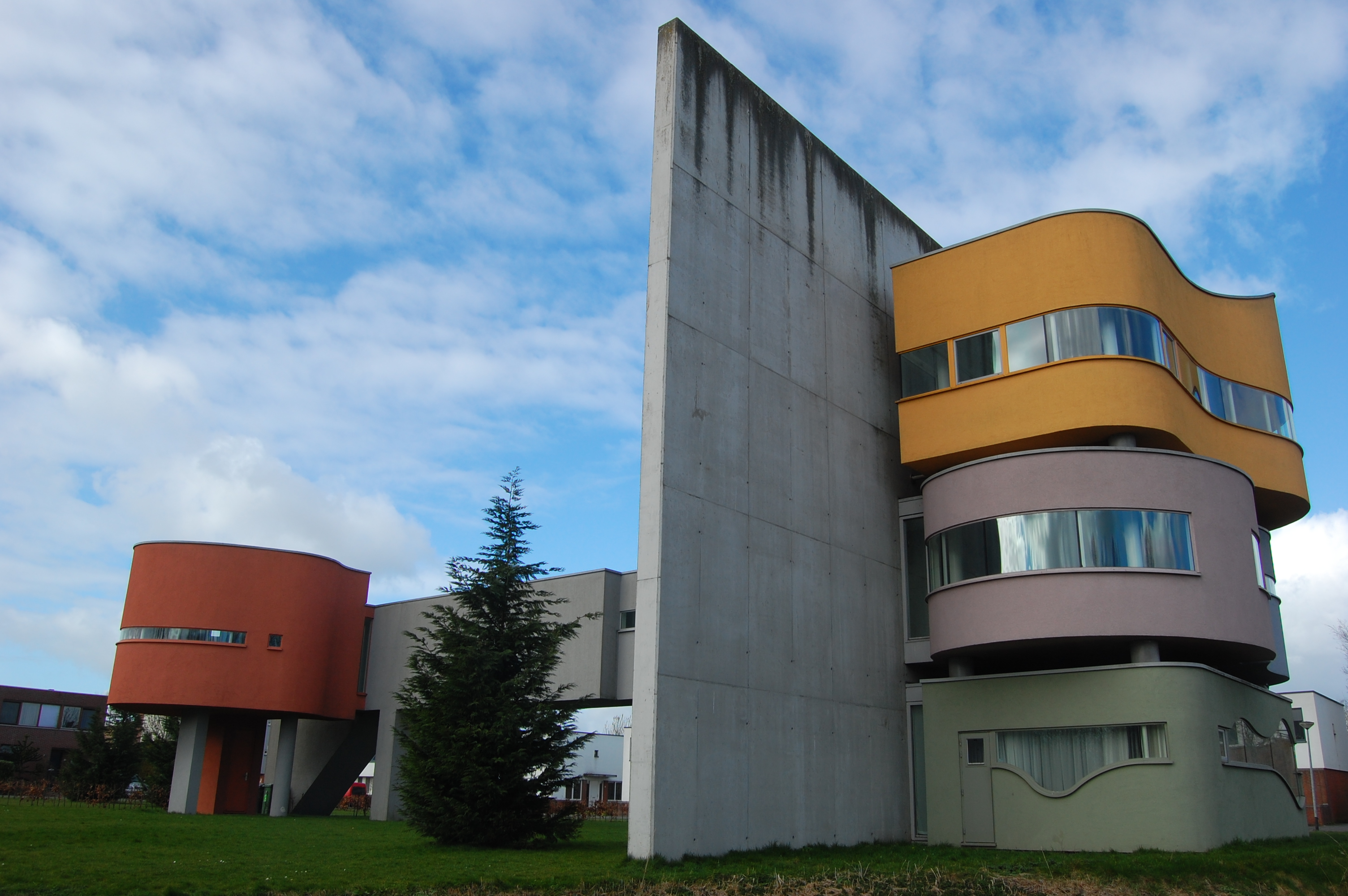
Das Mauer-Haus in Groningen (2001 posthum fertiggestellt, Entwurf aus den 1970er Jahren)

Hejduk studierte an der Cooper Union School of Art and Architecture und der University of Cincinnati Architektur. An der Harvard Graduate School of Design absolvierte er 1953 einen Master in Architektur. Hiernach war er Mitarbeiter bei I. M. Pei. 1965 ließ er sich als selbstständiger Architekt in New York nieder. In den folgenden Jahren veröffentlichte Hejduk mehrere architekturtheoretische Arbeiten. Er war Mitglied der Architektengruppen New York Five und Texas Rangers. Von 1972 bis 2000 war er Dekan der Cooper Union School of Art and Architecture im Fachbereich Architektur. In dieser Zeit schuf er Architekturdiskussionszirkel und prägte mit Architekten wie Raimund Abraham, Ricardo Scofidio, Peter Eisenman, Charles Gwathmey, Diana Agrest, Diane Lewis, Elizabeth Diller, David Shapiro den Architekturdiskurs in den USA maßgeblich. Das Hauptaugenmerk seiner Arbeit war der architektonische Diskurs.

## Bauten
Nur eine Handvoll von ihm konzipierter Bauten wurde verwirklicht. Im Rahmen der Internationalen Bauausstellung 1984 in Berlin konnte er neben dem Kreuzberg Tower zwei weitere Bauten im Bezirk Steglitz-Zehlendorf und in Berlin-Tegel realisieren. Sein Entwurf für eine großräumige bauliche Gestaltung von 1982 entlang der Berliner Mauer mit dem Titel "Berlin Masque" wurde nicht verwirklicht.

## Veröffentlichungen
- Education Of An Architect A Point Of View (1988, 1999)
- Pewter Wings Golden Horns Stone Veils: Wedding in a Dark Plum Room (1997)
- Adjusting Foundations (1995)
- Architectures In Love (1995)
- Security (1995)
- Berlin Night (1993)
- Soundings (1993)
- Aesop's Fables with Joseph Jacobs. Illustrations by John Hejduk. (1991)
- Práce (Practice) (1991)
- The Riga Project (1989)
- Vladivostok (1989)
- Bovisa (1987)
- Mask of Medusa (1985)
- Fabrications (1974)
- Three Projects (1969)